# Гурхан
Гурхан (от тюрк. и монг. «кур-гур» — собрание, объединение племен) — титул хана, возглавляющего союз равноправных племен. Титул гурхан носил глава каракитаев, потому что это была конфедерация 8 племен, объединившихся добровольно.
Согласно мусульманским источникам, это слово будто бы означает «хан ханов» (хāн-и хāнāн). Григорьев (Риттер — Григорьев, Восточный Туркестан, вып. I, стр. 398) отвергает это толкование и сближает гурхан с монгольским гюрген («зять»); основатель государства кара-китаев будто бы принял этот титул как родственник прежних императоров из династии Ляо. Какие-либо сведения в источниках, на которых могло бы основываться это мнение, до сих пор не приведены; столь же мало известно, в какой степени язык кара-китаев был родствен монгольскому или заимствовал монгольские слова и может ли форма гурхан вместо гюрген быть объяснена какими-либо фонетическими особенностями этого языка; персидские известия о кара-китаях свидетельствуют даже, что при дворе гурхана понятие «зять» обозначалось китайским словом фума.
Гурханом в первые годы XIII века называл себя, очевидно подражая государям кара-китаев, Джамуха, противник Чингис-хана; позднее этот титул, по-видимому, более не встречается.